# Spiranthes romanzoffiana
Spiranthes romanzoffiana (лат.) — орхидея, вид рода Скрученник (Hakea) семейства Орхидные (Orchidaceae). Эта орхидея произрастает в Северной Америке, Ирландии и на Британских островов.

## Ботаническое описание
Spiranthes romanzoffiana — многолетнее растение с мясистым подвоем. Орхидея выпускает побеги с ланцетными листьями и тремя рядами душистых цветков, расположенных спирально закрученными рядами. Цветок имеет чашелистики и лепестки, соединённые в форме трубки. Губа, или нижний лепесток цветка, белая с зелёными прожилками.
Цветёт в конце лета. Цветки опыляются насекомыми, а крошечные семена разносятся ветром. Растение также может размножаться вегетативно с помощью корневых клубней, которые могут давать новые побеги, в то время как старые части растения погибают. Орхидея связана с микоризным грибком, который может обеспечить её необходимыми питательными веществами.

## Таксономия
Образец Spiranthes romanzoffiana был собран Адельбертом фон Шамиссо во время румянцевской экспедиции, описана им в 1828 году и названа в честь графа Николая Румянцева, финансировавшего экспедицию.

## Распространение и местообитание
Вид Spiranthes romanzoffiana был впервые описан немецким ботаником Адельбертом фон Шамиссо и назвал в честь своего покровителя Николая Румянцева, который в 1815—1818 годах финансировал научное исследование Америки, на котором он нашел орхидею. Вид распространён в Северной Америке, включая Канаду и США, но также растет в нескольких местах в Шотландии, Англии и Ирландии. Первый ирландский рекорд был сделан в 1810 году в графстве Корк. С тех пор он был обнаружен в ряде других мест в Ирландии и Северной Ирландии, включая бассейн озера Лох-Ней, горную гряду Морн и холмы Антрима Растёт по берегам озёр и на влажных пастбищах. Каким образом ареал растения оказался по обе стороны Атлантического океана, неизвестно.